# Телісаї

Телісаї — один з 8 мукімів (районів) округи (даера) Тутонг, у центрі Брунею.

## Райони
- Кампонг Телісаі
- Скім Курніа Ракят Йаті
- Кампонг Теламба
- Кампонг Лаліт
- Кампонг Сунгаі Йамбу
- Кампонг Сунгаі Паку
- Кампунг Пенгкалан Далаі
- Кампонг Данау
- Кампонг Пенапар (Телісаі)
- Кампонг Керамут
- Кампонг Тумпуан Угас
- Кампонг Букіт Беруанг
- Перумаан Негара Букіт Беруанг